# Rhyssemus nanshanchicus
Rhyssemus nanshanchicus är en skalbaggsart som beskrevs av Masumoto 1977. Rhyssemus nanshanchicus ingår i släktet Rhyssemus och familjen Aphodiidae. Inga underarter finns listade i Catalogue of Life.